# Dorfkirche Hohenleipisch

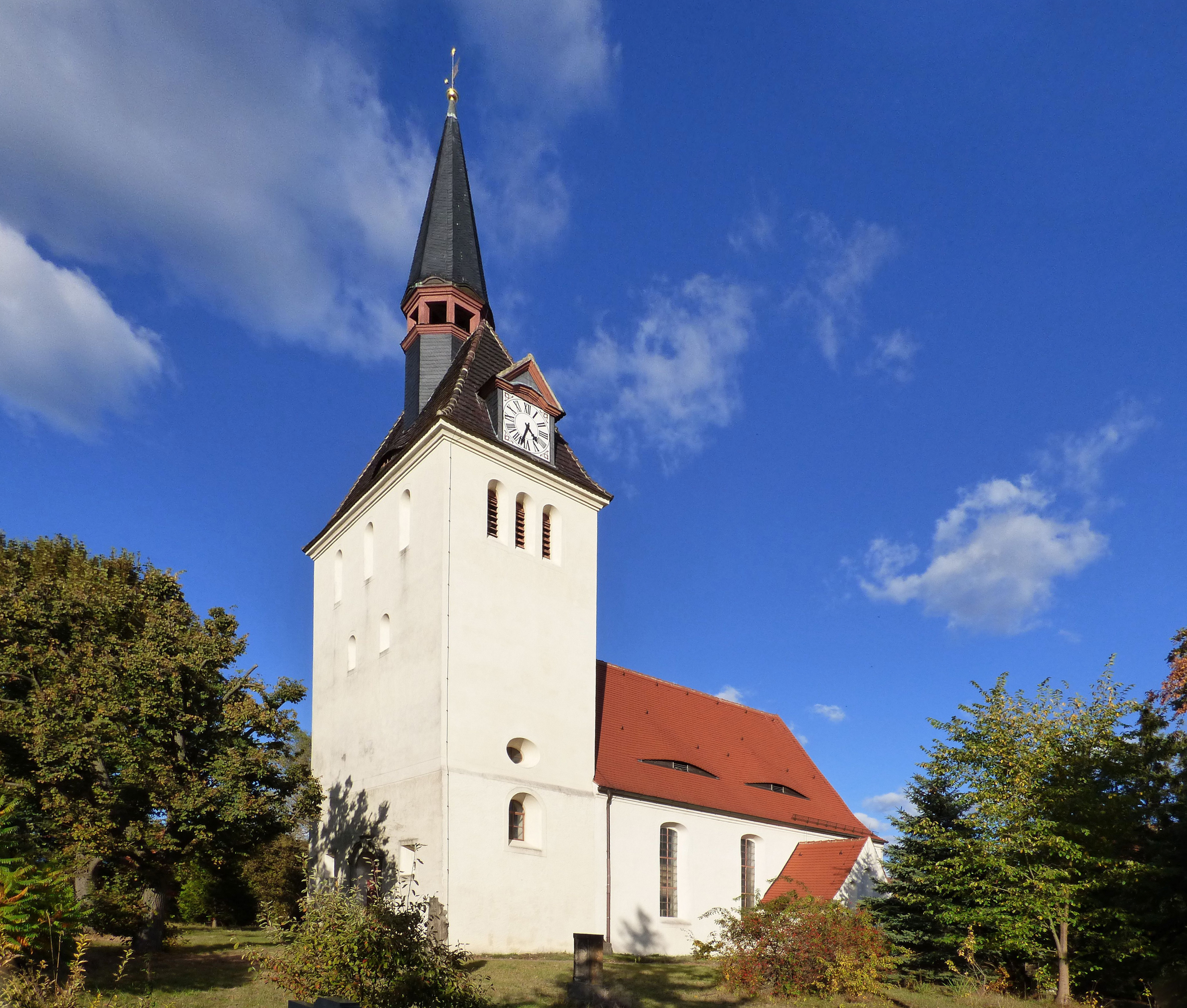
Dorfkirche Hohenleipisch

Die evangelische Dorfkirche Hohenleipisch ist ein denkmalgeschütztes Kirchengebäude in der Gemeinde Hohenleipisch im südbrandenburgischen Landkreis Elbe-Elster. Sie gehört zur Kirchengemeinde Elsterwerda im Kirchenkreis Bad Liebenwerda der Evangelischen Kirche in Mitteldeutschland.

## Geschichte

Ansicht vor dem Brand 1903

Die Hohenleipischer Dorfkirche wurde zu Beginn des 13. Jahrhunderts unter Einfluss des Klosters Dobrilugk errichtet.
Nachdem Georg der Bärtige verstorben war, führte sein Bruder Heinrich im Herzogtum Sachsen die Reformation ein, wodurch Hohenleipisch, das damals zum Archidiakonat Niederlausitz des Bistums Meißen gehörte, 1539 zum evangelischen Bekenntnis wechselte.
Nachdem die Kirche im Dreißigjährigen Krieg Schäden erlitten hatte, fand 1656 eine Instandsetzung statt. In diesem Zuge wurde der spätgotische Marienkrönungsaltar in einen trinitarischen umgestaltet. Die Apsis wurde 1752 erweitert und 1755 die Orgelempore eingebaut. 1781 folgte durch die Vereinigung des Altars mit der an der Südseite der Apsis befindlichen Kanzel zu einem Kanzelaltar. Im Jahr 1875 wurden die Treppenaufgänge zu den Emporen entfernt und ein neuer Zugang mittels Durchbrüche zum Westturm geschaffen.
Der Kirchturm wurde in der Nacht zum 23. August 1903 infolge eines durch einen Blitzschlag ausgelösten Brand schwer beschädigt. Die aus dem Jahre 1881 bei der Glockengießerei Große in Dresden gegossenen Glocken sowie die Turmuhr stürzten dabei in die Tiefe und wurden zerstört. Das Oberteil des Westquerturm wurde daraufhin von 1906 bis 1912 unter Leitung des Elsterwerdaer Maurermeisters Friedrich Jage in veränderter Form erneuert. Aus derselben Zeit stammt auch das Westportal. Die neuen Glocken wurden ebenfalls wieder in einer Dresdner Glockengießerei gefertigt. Die handgeschmiedete Wetterfahne aus Kupfer stammt aus der Mühlberger Werkstatt Friese.
Bei einer Renovierung im Jahr 1976 wurden die wurmstichigen Seitenemporen entfernt und die Kanzel am südlichen Chorbogen aufgestellt. Eine umfassende Restaurierung folgte im Jahr 2001.

## Architektur

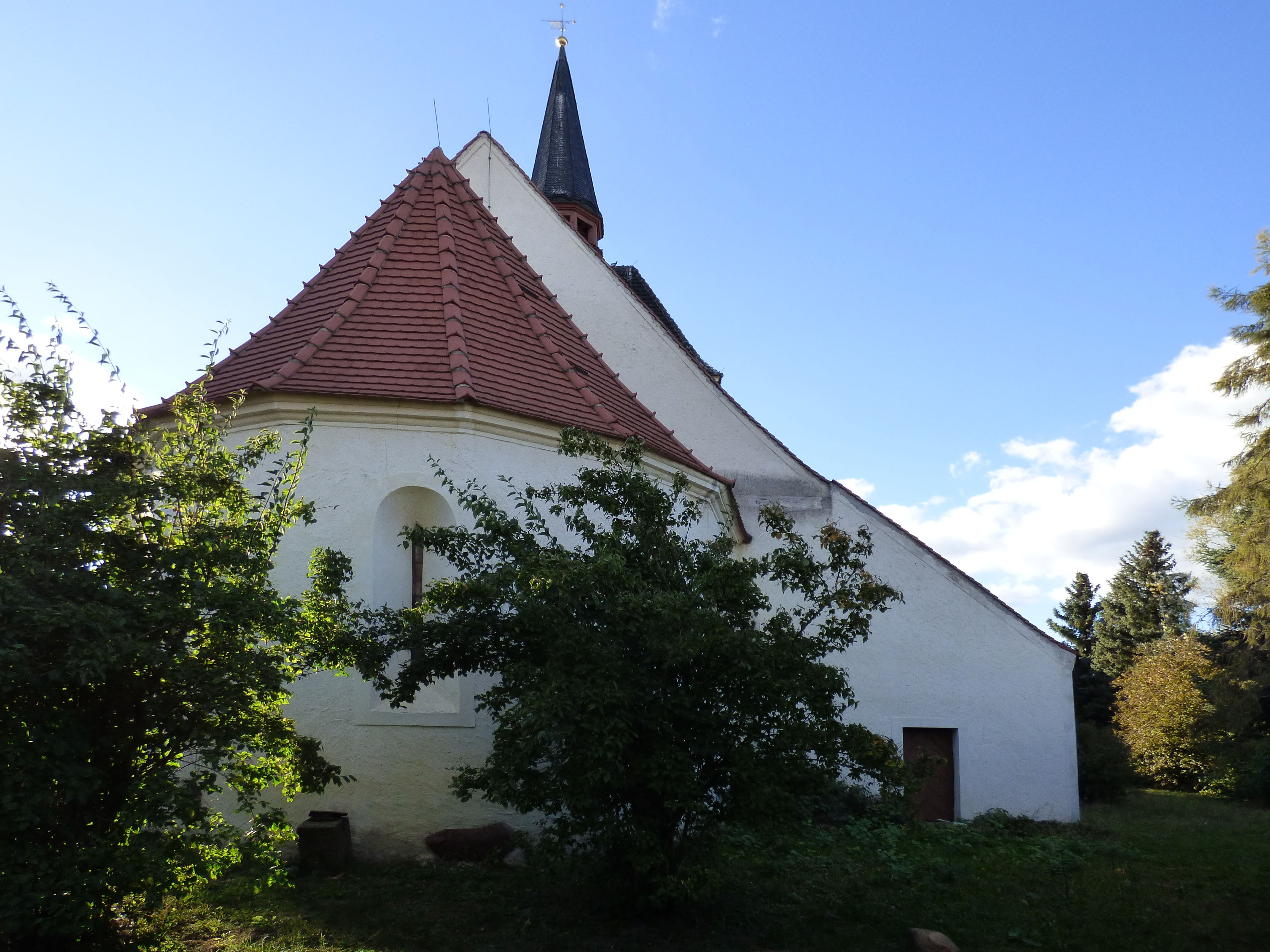
Ostseite

Der mit Rauputz versehene Saalbau aus Feldsteinen besitzt einen Westturm sowie eine niedrige, eingezogene und polygonale Apsis. Das Langhaus wird von einem Satteldach bedeckt und durch hohe Fenster mit flachen Segmentbögen belichtet. Aus gotischer Zeit ist in der Apsis nur das östliche Lanzettfenster erhalten, während die anderen Fenster im Barock erweitert wurden. Im Norden ist eine quadratische Sakristei unter einem Schleppdach angebaut, im Süden ein giebelständiger Vorbau unter einem Satteldach mit drei rundbogigen Blendnischen im Giebeldreieck.
Dem mit einem Walmdach versehenen, eingezogenen Turm ist mittig ein Dachreiter mit oktonaler, offener Laterne und Spitzhelm aufgesetzt. Das Turmobergeschoss dient als Glockenstube und hat an jeder Seite drei schmale, rundbogige Schalllöcher. In der Gaube an der Südseite des Turmaufbaus ist unter dem Giebeldreieck das Ziffernblatt der Turmuhr angebracht.

## Ausstattung

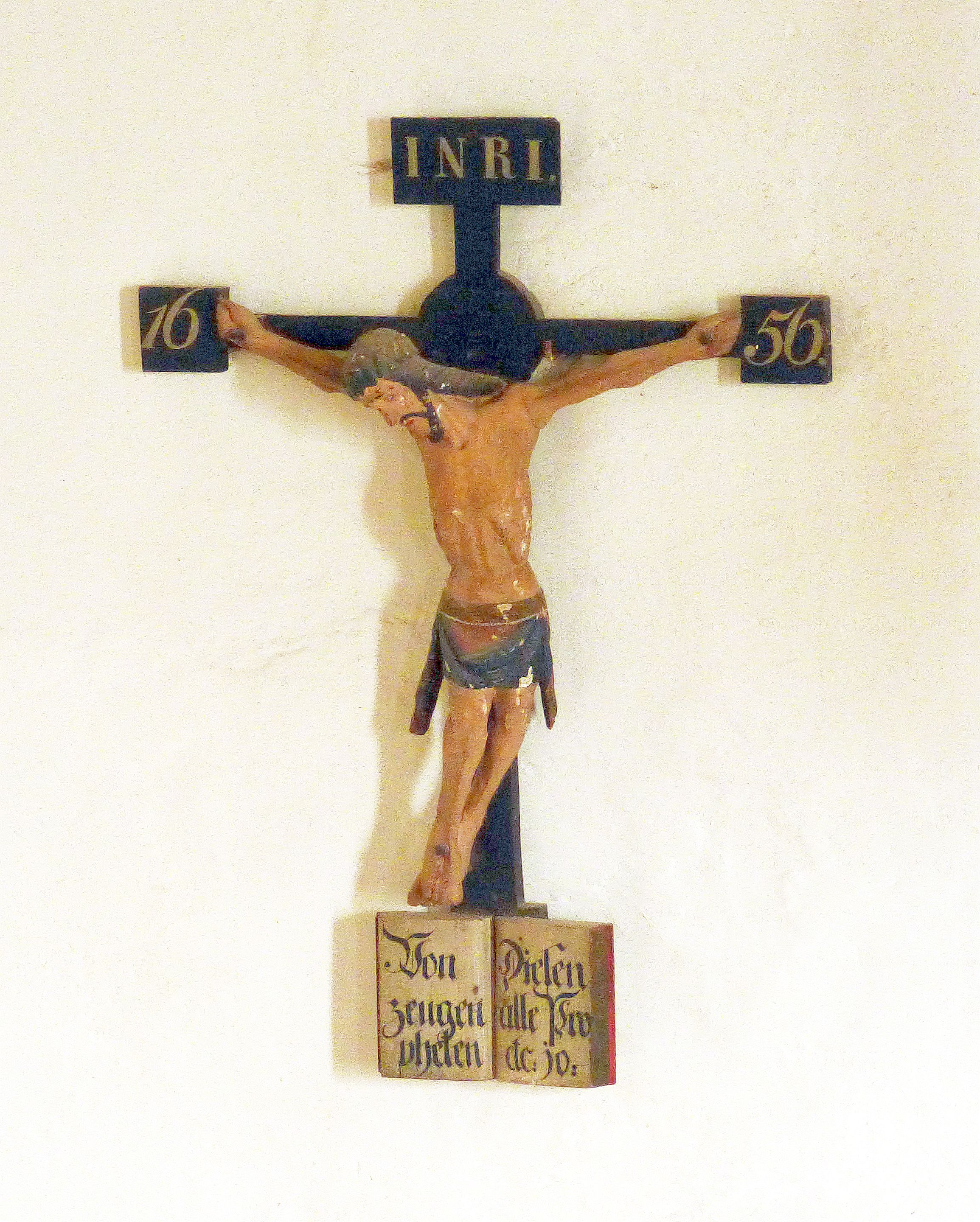
Kruzifix aus dem Jahre 1656
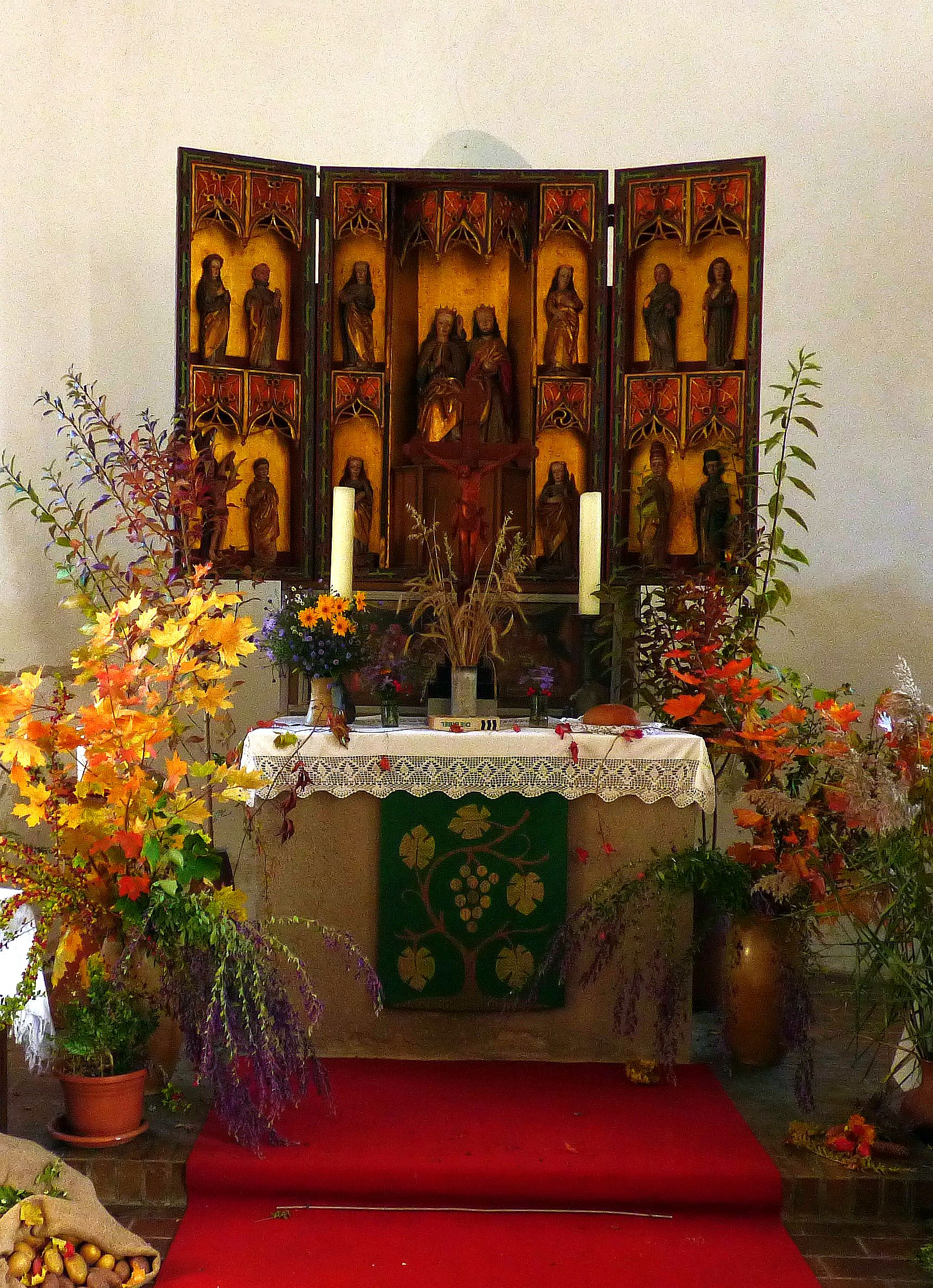
Schnitzaltar aus dem 15. Jahrhundert
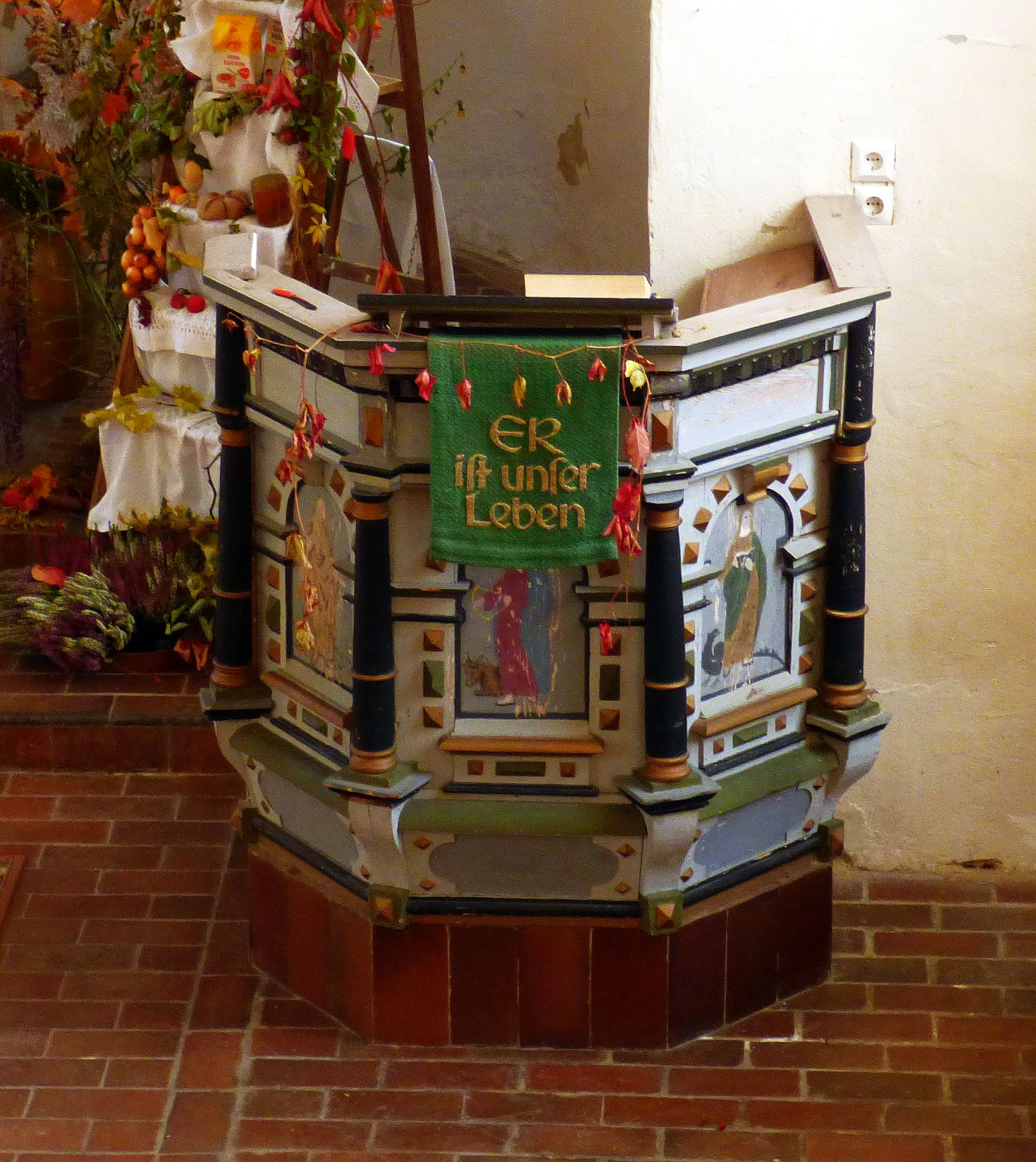
Kanzel
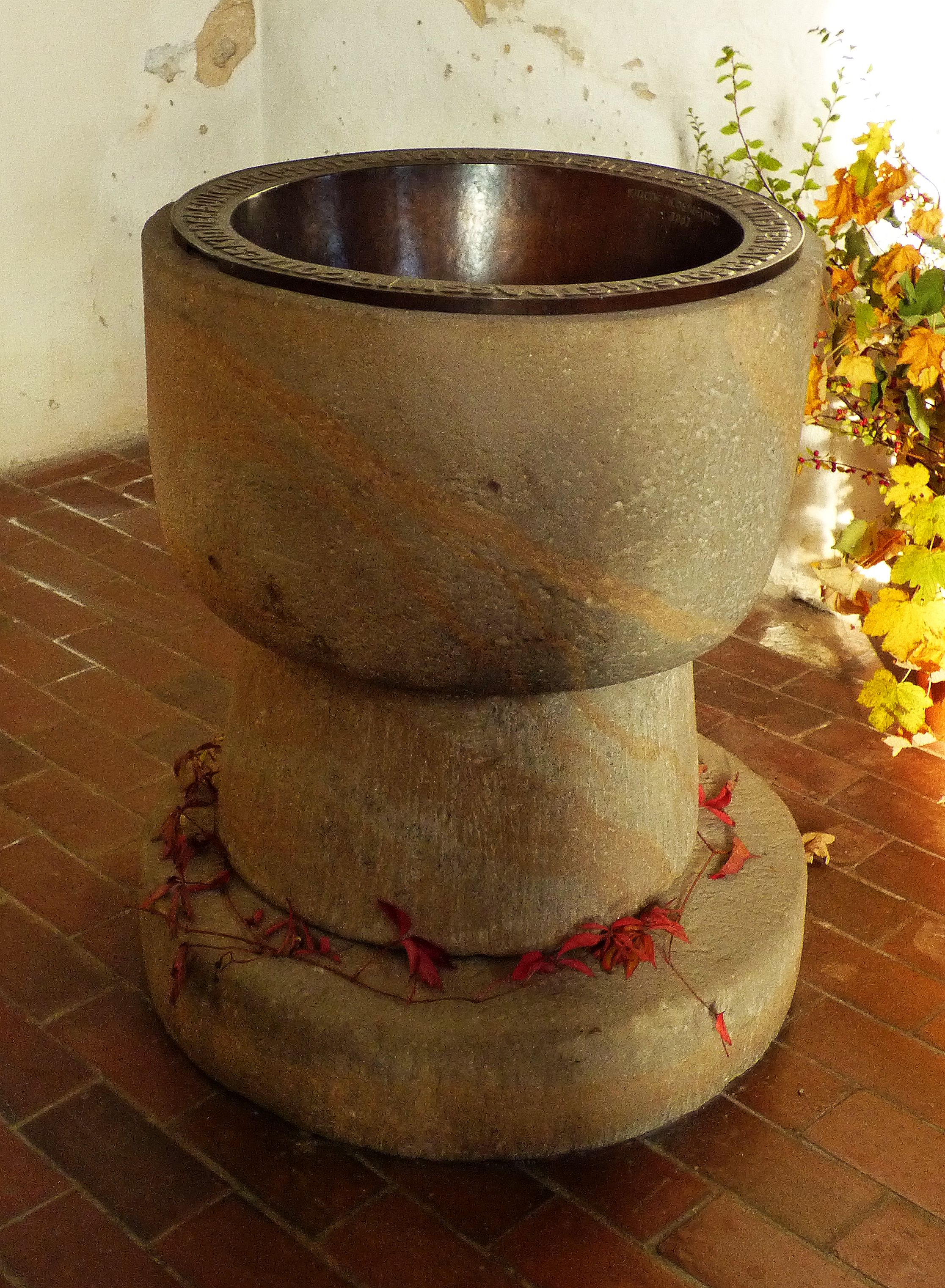
Taufstein aus dem 15. Jahrhundert

Das Innere der Kirche ist von einer die Halbkuppel der Apsis durchschneidenden, flachen Putzdecke geprägt. Im Westen ist eine hölzerne Orgelempore eingebaut, die auf viereckigen Holzpfosten ruht.
Der spätgotische Schnitzaltar aus dem Ende des 15. Jahrhunderts erhielt um 1960 wieder seine ursprüngliche Gestalt als Flügelaltar. Er zeigt im großen Mittelfeld die Krönung Mariens, die von insgesamt zwölf Feldern mit Figuren flankiert wird, die in zwei Zonen unter Kielbogen vor vergoldetem Hintergrund aufgestellt sind. Des Weiteren befindet sich in der Kirche ein aus dem 15. Jahrhundert kelchförmiger Taufstein. Ein Kruzifix des Dreinageltypus trägt die Jahreszahl 1656. Unter dem Kreuz ist in der aufgeschlagenen Bibel der Bibelvers aus Apg 10,43  zu lesen. Die hölzerne polygonale Kanzel aus derselben Zeit ist reich geschnitzt und zeigt in den Kanzelfeldern zwischen Freisäulen die Evangelisten mit ihren Evangelistensymbolen unter Rundbögen.

## Orgel

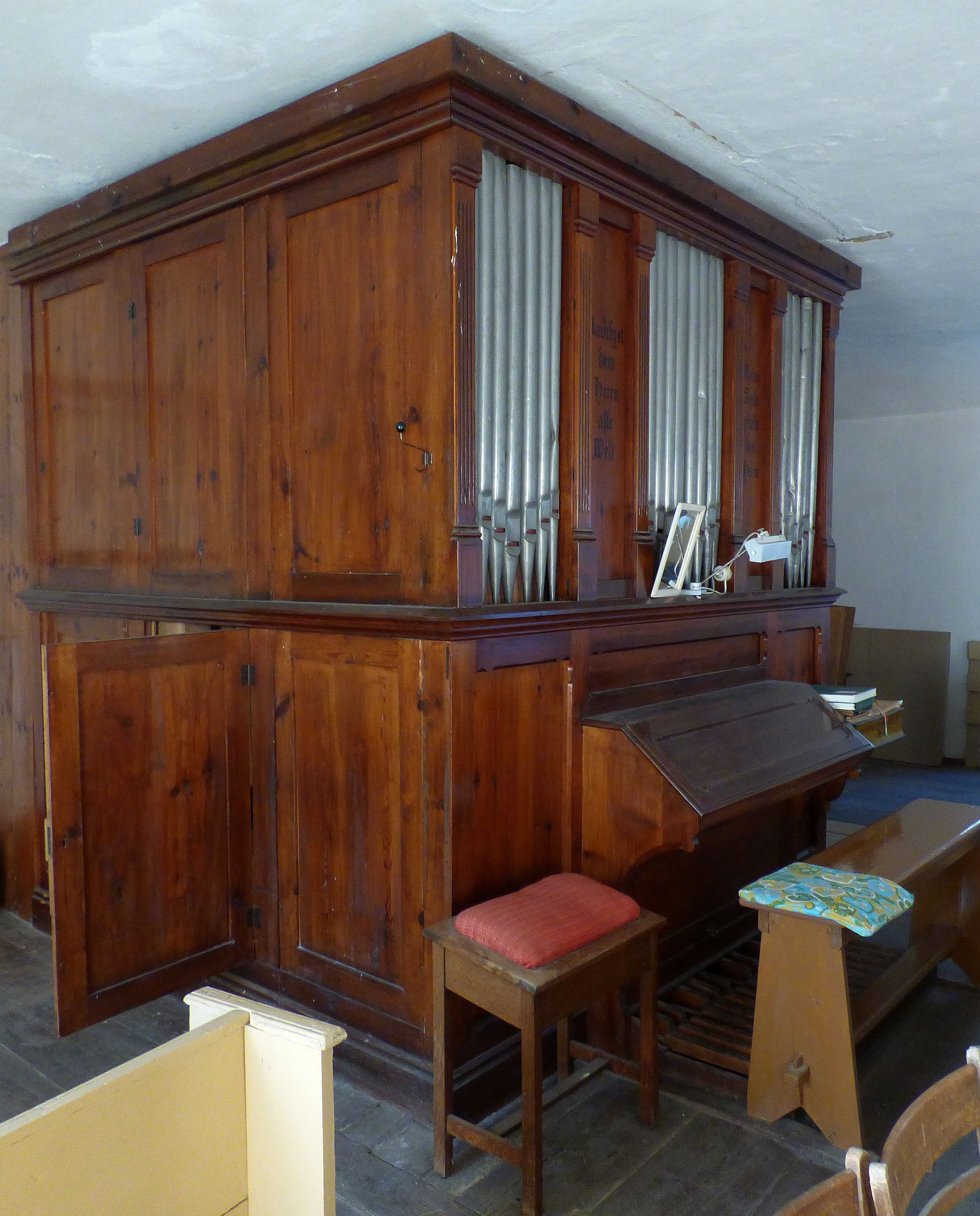
Röver-Orgel

Die heute in der Kirche vorhandene, vorderspielige Orgel stammt aus dem Jahr 1885 und wurde vom Hausneindorfer Orgelbaumeister Ernst Röver (op. 5) geschaffen. Der querrechteckige Flachprospekt wird durch umlaufende profilierte Kranzgesimse in ein Unter- und Obergehäuse gegliedert. Sechs Pilaster umgeben drei Pfeifenfelder, zwischen denen zwei Bibelverse aufgemalt sind (Ps 100,1  und Lk 1,46 ). Die Orgel verfügt über eine mechanische Kastenlade, zwei Manuale, Pedal und 14 Register. Im Jahre 2017 erfolgte eine umfassende Instandsetzung und Reinigung durch den Moritzburger Orgelbaubetrieb Rühle. Die originale Disposition ist unverändert erhalten:
| I Manual C– |     |
| Bordun      | 16′ |
| Principal   | 8′  |
| Gambe       | 8′  |
| Hohlflöte   | 8′  |
| Octave      | 4′  |
| Flöte       | 4′  |
| Mixtur III  |     |

| II Manual C–     |    |
| Geigenprincipal  | 8′ |
| Lieblich Gedackt | 8′ |
| Harmonieflöte    | 8′ |
| Flauto dolce     | 4′ |

| Pedal C–    |     |
| Subbass     | 16′ |
| Octavbass   | 8′  |
| Salicetbass | 8′  |

- Koppeln: II/I, I/P, II/P

## Grabmäler
Auf dem die Kirche umgebenden ehemaligen Friedhof sind einige Grabmäler aus der Mitte des 18. Jahrhunderts und dem 19. Jahrhundert zu finden. Des Weiteren befindet sich hier ein Massengrab von 16 zivilen Opfern die im Zweiten Weltkrieg am 24. April 1945 in Hohenleipisch ums Leben gekommen waren.
An einer Wand im Untergeschoss des Kirchturms wird auf einer weiteren Gedenktafel den im Ersten Weltkrieg gefallenen Dorfbewohnern gedacht.

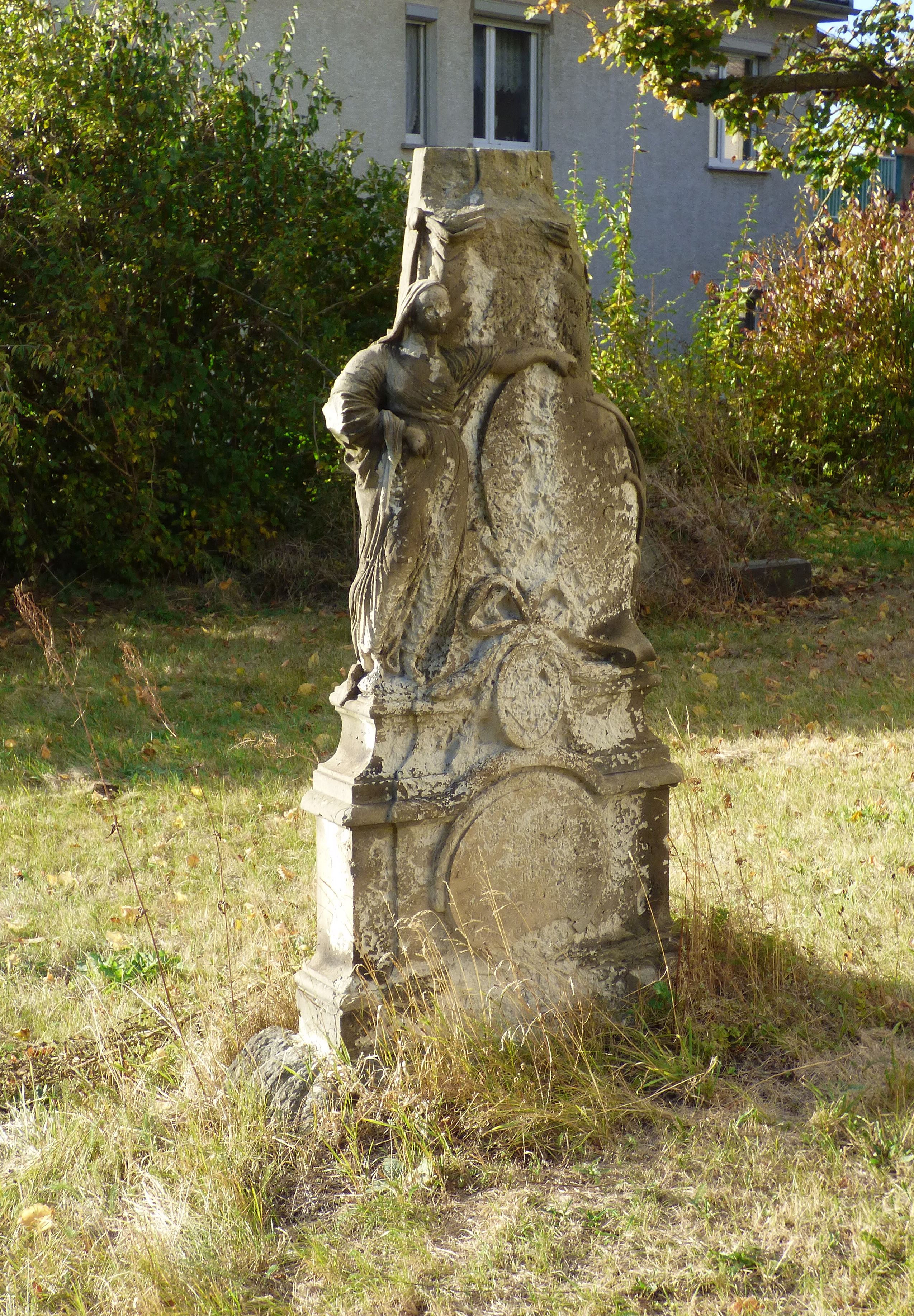
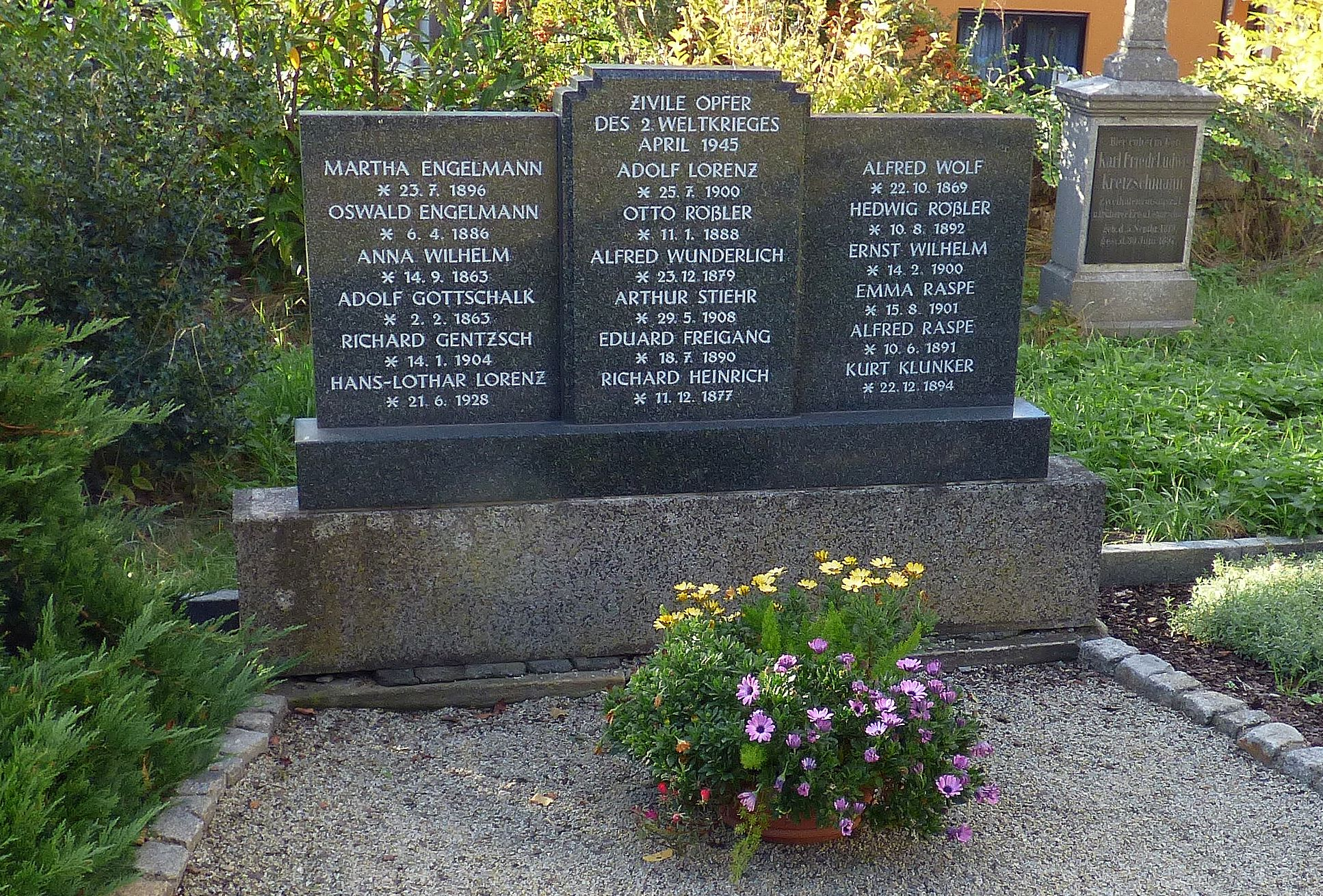
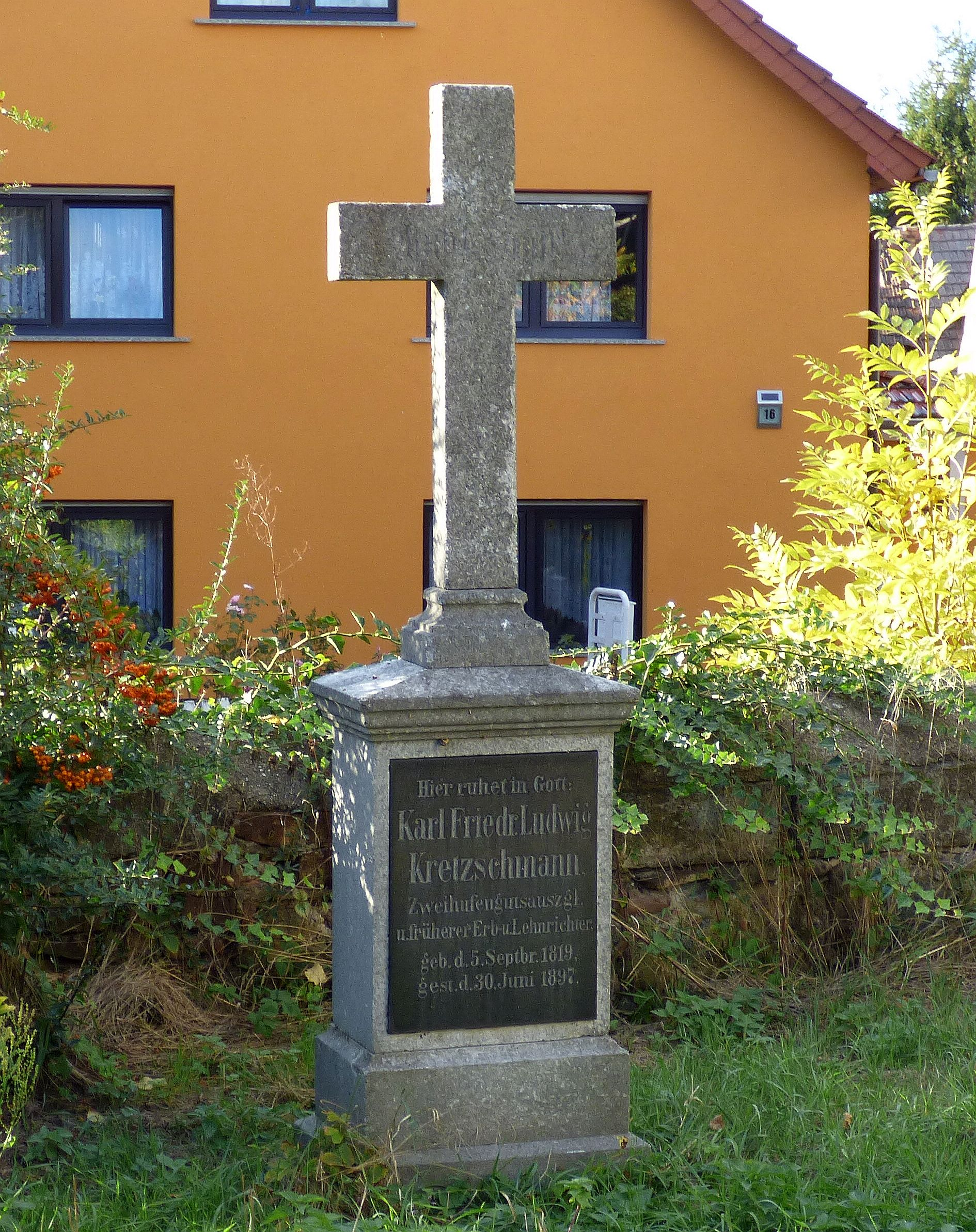
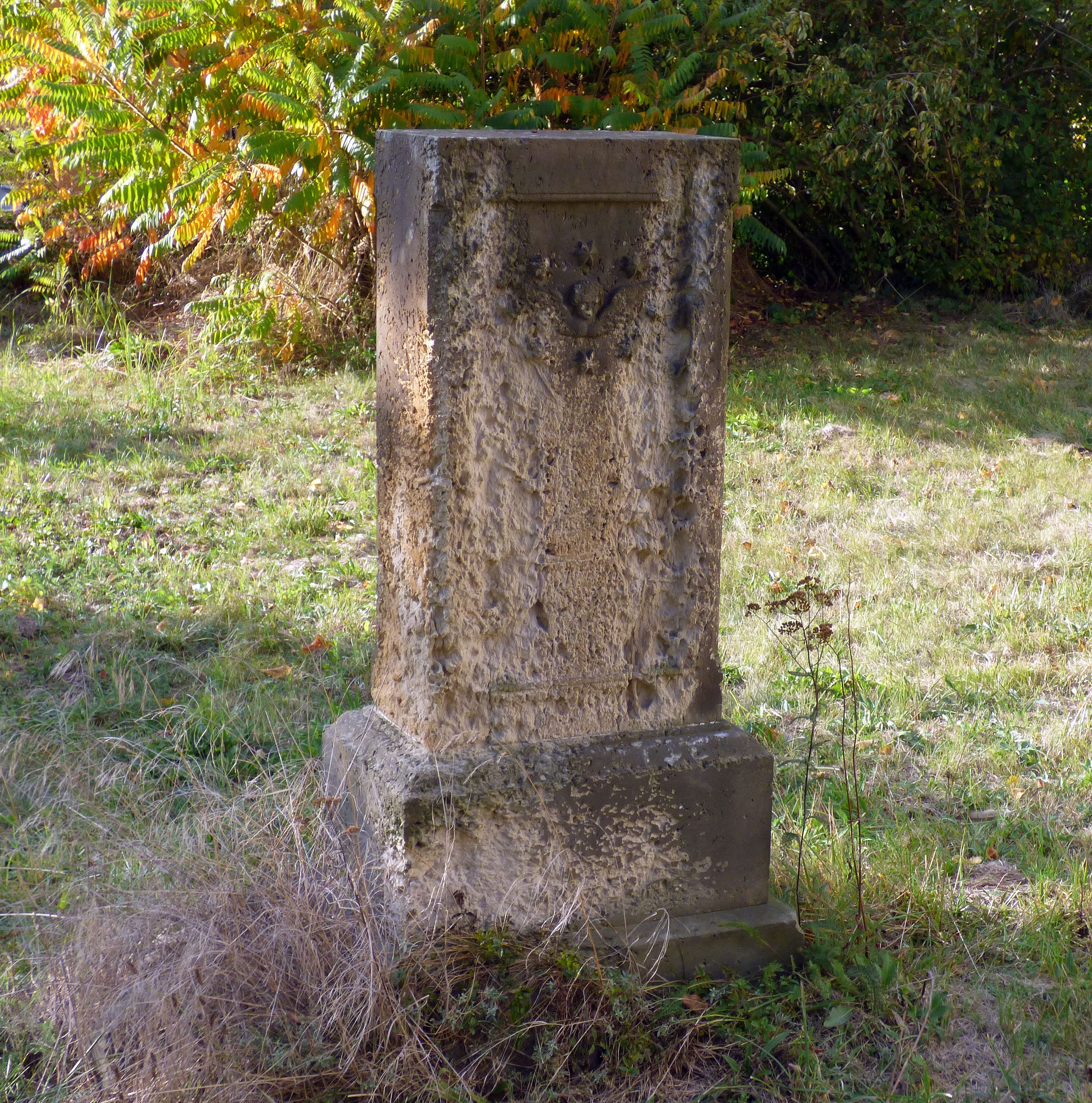